# J. R. Reynolds
James Richard Reynolds dit J. R. Reynolds est un joueur américain de basket-ball, né le 9 mai 1984 à Roanoke. Il mesure 1,88 mètre et évolue au poste de meneur.

## Carrière
Reynolds s'engage pour la saison 2013-2014 en tant que meneur avec le Limoges Cercle Saint-Pierre.
En août 2014, il rejoint le KK Budućnost Podgorica, club monténégrin avec un contrat d'un an.
Le 28 juillet 2015, il signe chez le champion polonais Stelmet Zielona Góra.

## Clubs
- 2004-2007 :  Cavaliers de la Virginie (NCAA)
- 2007-2008 :  Vanoli Soresina (Lega Due)
- 2008-2009 :  ASVEL Lyon-Villeurbanne (Pro A)
- 2009 :  NSB Napoli (LegA)
- 2009-2010 :  Pallacanestro Varese (LegA)
- 2010-2011 :  Entente orléanaise Loiret[4] (Pro A)
- 2011-2013 :  Basket Club Maritime Gravelines Dunkerque Grand Littoral (Pro A)
- 2013-2014 :  Limoges Cercle Saint-Pierre (Pro A)
- 2014-2015 :  KK Budućnost Podgorica (Ligue A1)
- depuis 2015 :  Stelmet Zielona Góra (Polska Liga Koszykówki)

## Palmarès
- Champion de France : 2009, 2014